# Japanese Automobile Standards Organization
De Japanese Automobile Standards Organization (JASO) is een Japanse organisatie die in samenwerking met de Japanse auto- en motorfabrikanten haar eigen oliespecificaties vaststelt. 
Motorrijders moeten letten op de aanduiding JASO MA en JASO MB. Een MA-olie moet worden gebruikt bij motorfietsen met een natte koppeling. Motorfietsen met een droge koppeling mogen zowel een MA- als een MB-aanduiding gebruiken.